# Handball-FDGB-Pokal 1988/89 (Frauen)
Der Handball-FDGB-Pokal der Frauen wurde mit der Saison 1988/89 zum 19. Mal ausgetragen und der Pokalsieger wurde ausschließlich im K.-o.-System ermittelt. Im Finale, welches in Rostock im Rahmen des Endrunden-Turniers der Männer ausgetragen wurde, setzte sich der Meister SC Empor Rostock gegen den SC Magdeburg durch und errang das Double. Magdeburg sicherte sich mit der Finalteilnahme das Startrecht am Europapokal der Pokalsieger.

## Teilnehmende Mannschaften
Für den FDGB-Pokal hatten sich folgende 64 Mannschaften qualifiziert:
| DDR-Oberliga die 10 Vereine der Saison 1988/89 | DDR-Liga die 24 Vereine der Saison 1988/89 | Bezirksvertreter die 25 Vereine aus der Saison 1987/88 (Meister, Pokalsieger bzw. Pokalfinalisten) die 5 DDR-Liga Absteiger der Saison 1987/88 |
| - SC Leipzig - ASK Vorwärts Frankfurt/O. - SC Empor Rostock (TV) - SC Magdeburg - TSC Berlin - BSG Sachsenring Zwickau - BSG Halloren Halle - BSG Lokomotive Rangsdorf - TSG Wismar - BSG Umformtechnik Erfurt (TV) – Titelverteidiger | Staffel Nord - BSG Einheit/Sirokko Neubrandenburg - TSC Berlin II - BSG FIKO Rostock - SC Empor Rostock II - BSG WGK Frankfurt/O. - ASK Vorwärts Frankfurt/O. II - BSG Chemie “W.-P.-St.” Guben - BSG EAW Treptow - BSG Berliner Verkehrsbetriebe - BSG Aufbau/Chemie Schwerin - BSG Empor Brandenburger Tor - BSG Chemie PCK Schwedt Staffel Süd - BSG Blaue Schwerter Meißen - SC Leipzig II - SC Magdeburg II - TSG Calbe - BSG Turbine Leipzig - BSG Fortschritt Weißenfels - BSG Wismut Schneeberg - BSG Union Halle-Neustadt - BSG Motor Schönau - BSG Motor Mitte Magdeburg - ASG Vorwärts Eisenach - BSG Lokomotive Delitzsch | - Bezirk Rostock BSG Schiffselektronik Rostock BSG Motor Stralsund - Bezirk Schwerin BSG Aufbau Boizenburg - Bezirk Neubrandenburg BSG Einheit/Sirokko Neubrandenburg II BSG Lokomotive Templin - Bezirk Potsdam BSG Motor Hennigsdorf BSG Lokomotive Rangsdorf II - Ost-Berlin HSG Humboldt-Uni Berlin - Bezirk Frankfurt (Oder) BSG Stahl Eisenhüttenstadt BSG Empor Eberswalde - Bezirk Magdeburg SG Lok/Motor Süd-Ost Magdeburg BSG Post Halberstadt BSG Traktor Förderstedt BSG Einheit-Empor Zerbst - Bezirk Halle BSG Halloren Halle II BSG Lokomotive Aschersleben BSG Chemie Piesteritz - Bezirk Leipzig HSG DHfK Leipzig BSG Motor Leipzig-Lindenau - Bezirk Cottbus BSG Chemie Weißwasser BSG Fortschritt Cottbus - Bezirk Dresden BSG Lokomotive Dresden BSG Traktor Lommatzsch - Bezirk Karl-Marx-Stadt BSG Sachsenring Zwickau II BSG Wismut Schneeberg II - Bezirk Erfurt BSG Motor Gispersleben - Bezirk Gera HSG Uni Jena BSG Lokomotive Saalfeld - Bezirk Suhl BSG Chemie IW Ilmenau BSG Plasta Sonneberg |

## Modus
Der FDGB-Pokal wurde in dieser Spielzeit von der ersten Hauptrunde bis zum Finale im K.-o.-System durchgeführt. Waren in der ersten Hauptrunde die qualifizierten Bezirksvertreter noch unter sich, kamen ab der zweiten Hauptrunde die fünf Betriebssportgemeinschaften aus der Handball-DDR-Oberliga und die Mannschaften aus der Handball-DDR-Liga dazu. Die Auslosung erfolgte in beiden Runden nach möglichst territorialen Gesichtspunkten und brachte den Siegern der 1. Hauptrunde in der 2. Hauptrunde einen Heimvorteil. Ab der 3. Hauptrunde wurde dann frei gelost und die fünf Sportclub-Vertretungen aus der Oberliga griffen ab der vierten Hauptrunde in das Geschehen ein. Das Finale wurde im Rahmen des Endrunden-Turniers der Männer in Rostock ausgetragen.

## 1. Hauptrunde
| Datum            |                               | Ergebnis |                                       |
| ---------------- | ----------------------------- | -------- | ------------------------------------- |
| Sa 03.09., 14:00 | BSG Schiffselektronik Rostock | 12:29    | BSG Motor Hennigsdorf                 |
| Sa 17.09., 14:00 | BSG Wismut Schneeberg II      | [ H1 1 ] | HSG DHfK Leipzig                      |
| Sa 17.09., 14:00 | BSG Motor Gispersleben        | 15:90    | BSG Plasta Sonneberg                  |
| Sa 17.09., 14:00 | HSG Uni Jena                  | 12:16    | BSG Lokomotive Saalfeld               |
| Sa 17.09., 14:00 | BSG Chemie Piesteritz         | 10:19    | BSG Traktor Lommatzsch                |
| Sa 17.09., 14:00 | BSG Lokomotive Aschersleben   | 15:19    | BSG Lokomotive Dresden                |
| Sa 17.09., 14:00 | BSG Motor Leipzig-Lindenau    | 13:43    | BSG Halloren Halle II                 |
| Sa 17.09., 14:00 | BSG Einheit-Empor Zerbst      | 22:23    | BSG Post Halberstadt                  |
| Sa 17.09., 14:00 | BSG Traktor Förderstedt       | 10:15    | SG Lok/Motor Süd-Ost Magdeburg        |
| Sa 17.09., 14:00 | BSG Aufbau Boizenburg         | [ H1 2 ] | BSG Einheit/Sirokko Neubrandenburg II |
| Sa 17.09., 14:00 | HSG Humboldt-Uni Berlin       | 22:14    | BSG Lokomotive Templin                |
| Sa 17.09., 14:00 | BSG Lokomotive Rangsdorf II   | 18:17    | BSG Motor Stralsund                   |
| Sa 17.09., 14:00 | BSG Empor Eberswalde          | 15:24    | BSG Stahl Eisenhüttenstadt            |
| Sa 17.09., 14:00 | BSG Chemie Weißwasser         | 20:15    | BSG Fortschritt Cottbus               |
| 0                | BSG Chemie IW Ilmenau         | :        | BSG Sachsenring Zwickau II            |

1. ↑  Die HSG DHfK Leipzig trat in Schneeberg nicht an.
2. ↑  Die BSG Aufbau Boizenburg trat gegen Neubrandenburg nicht an.

## 2. Hauptrunde
| Datum            |                                       | Ergebnis    |                               |
| ---------------- | ------------------------------------- | ----------- | ----------------------------- |
| Sa 22.10., 13:00 | HSG Humboldt-Uni Berlin               | 09:26       | TSG Wismar                    |
| Sa 22.10., 14:00 | BSG Chemie Weißwasser                 | 15:25       | ASK Vorwärts Frankfurt/O. II  |
| Sa 22.10., 14:00 | BSG Stahl Eisenhüttenstadt            | 25:24 n. V. | BSG Berliner Verkehrsbetriebe |
| Sa 22.10., 14:00 | SC Magdeburg II                       | 21:20       | BSG Motor Mitte Magdeburg     |
| Sa 22.10., 14:00 | BSG Motor Hennigsdorf                 | 23:25       | BSG FIKO Rostock              |
| Sa 22.10., 14:00 | SG Lok/Motor Süd-Ost Magdeburg        | 25:34       | BSG EAW Treptow               |
| Sa 22.10., 14:00 | BSG Lokomotive Delitzsch              | 16:32       | TSC Berlin II                 |
| Sa 22.10., 14:00 | BSG Post Halberstadt                  | 16:24       | TSG Calbe                     |
| Sa 22.10., 14:00 | BSG Wismut Schneeberg II              | 19:20       | BSG Wismut Schneeberg         |
| Sa 22.10., 14:00 | BSG Traktor Lommatzsch                | 17:27       | BSG Sachsenring Zwickau       |
| Sa 22.10., 14:00 | BSG Lokomotive Dresden                | 15:14       | BSG Motor Schönau             |
| Sa 22.10., 14:00 | BSG Sachsenring Zwickau II            | 13:21       | BSG Blaue Schwerter Meißen    |
| Sa 22.10., 14:00 | BSG Lokomotive Saalfeld               | 11:33       | BSG Umformtechnik Erfurt      |
| Sa 22.10., 14:00 | BSG Halloren Halle II                 | [ H2 1 ]    | ASG Vorwärts Eisenach         |
| Sa 22.10., 14:00 | SC Leipzig II                         | 18:31       | BSG Union Halle-Neustadt      |
| Sa 22.10., 14:00 | BSG Motor Gispersleben                | 11:22       | BSG Fortschritt Weißenfels    |
| Sa 22.10., 15:30 | BSG Halloren Halle                    | 31:11       | BSG Turbine Leipzig           |
| Sa 22.10., 16:45 | BSG Empor Brandenburger Tor           | 19:12       | BSG Chemie PCK Schwedt        |
| So 23.10., 10:00 | BSG Lokomotive Rangsdorf II           | 14:33       | BSG Chemie “W.-P.-St.” Guben  |
| So 23.10., 11:30 | BSG Lokomotive Rangsdorf              | 20:19       | BSG WGK Frankfurt/O.          |
| So 23.10., 11:30 | BSG Einheit/Sirokko Neubrandenburg    | 30:12       | BSG Aufbau/Chemie Schwerin    |
| So 23.10., 12:45 | BSG Einheit/Sirokko Neubrandenburg II | 17:23       | SC Empor Rostock II           |

1. ↑  Die BSG Halloren Halle II trat gegen Eisenach nicht an.

## 3. Hauptrunde
| Datum            |                              | Ergebnis |                                    |
| ---------------- | ---------------------------- | -------- | ---------------------------------- |
| Sa 11.03., 13:30 | ASK Vorwärts Frankfurt/O. II | 12:25    | TSG Wismar                         |
| Sa 11.03., 14:00 | TSC Berlin II                | 23:24    | BSG Umformtechnik Erfurt           |
| Sa 11.03., 14:00 | BSG Wismut Schneeberg        | 22:17    | BSG Fortschritt Weißenfels         |
| Sa 11.03., 14:00 | BSG Union Halle-Neustadt     | 15:22    | BSG Halloren Halle                 |
| Sa 11.03., 14:00 | SC Empor Rostock II          | 25:17    | TSG Calbe                          |
| Sa 11.03., 14:00 | BSG Blaue Schwerter Meißen   | 16:22    | BSG Einheit/Sirokko Neubrandenburg |
| Sa 11.03., 14:00 | BSG Chemie “W.-P.-St.” Guben | 26:30    | BSG Sachsenring Zwickau            |
| Sa 11.03., 14:00 | BSG Lokomotive Dresden       | [ H3 1 ] | SC Magdeburg II                    |
| Sa 11.03., 14:00 | BSG Stahl Eisenhüttenstadt   | 22:23    | BSG Empor Brandenburger Tor        |
| Sa 11.03., 15:30 | BSG FIKO Rostock             | 22:25    | BSG Lokomotive Rangsdorf           |
| Sa 11.03., 15:30 | BSG EAW Treptow              | 26:90    | ASG Vorwärts Eisenach              |

1. ↑  Der SC Magdeburg II trat in Dresden nicht an.

## 4. Hauptrunde
| Datum            |                                    | Ergebnis    |                           |
| ---------------- | ---------------------------------- | ----------- | ------------------------- |
| Sa 15.04., 14:00 | SC Empor Rostock II                | 16:21       | SC Leipzig                |
| Sa 15.04., 14:00 | BSG Empor Brandenburger Tor        | 25:26 n. V. | BSG Lokomotive Rangsdorf  |
| Sa 15.04., 14:00 | BSG Halloren Halle                 | 25:32       | TSC Berlin                |
| Sa 15.04., 14:00 | BSG Sachsenring Zwickau            | 17:27       | ASK Vorwärts Frankfurt/O. |
| Sa 15.04., 14:00 | BSG Umformtechnik Erfurt           | 32:90       | BSG Wismut Schneeberg     |
| So 15.04., 14:00 | TSG Wismar                         | 16:28       | SC Magdeburg              |
| Sa 15.04., 14:00 | BSG Einheit/Sirokko Neubrandenburg | 23:21       | BSG EAW Treptow           |
| Sa 29.04., 14:00 | BSG Lokomotive Dresden             | :           | SC Empor Rostock          |

## 5. Hauptrunde
| Datum            |                           | Ergebnis |                                    |
| ---------------- | ------------------------- | -------- | ---------------------------------- |
| Fr 28.04., __:__ | ASK Vorwärts Frankfurt/O. | 25:21    | SC Leipzig                         |
| Mi 03.05., 17:30 | TSC Berlin                | 34:11    | BSG Einheit/Sirokko Neubrandenburg |
| Mi 03.05., 17:30 | BSG Umformtechnik Erfurt  | 18:38    | SC Empor Rostock                   |
| Mi 03.05., 17:30 | SC Magdeburg              | [ H5 1 ] | BSG Lokomotive Rangsdorf           |

1. ↑  Die BSG Lokomotive Rangsdorf trat in Magdeburg aufgrund einer Buspanne nicht an.

## 6. Hauptrunde
| Datum            |                  | Ergebnis |                           |
| ---------------- | ---------------- | -------- | ------------------------- |
| So 07.05., 11:00 | SC Empor Rostock | 23:20    | ASK Vorwärts Frankfurt/O. |
| So 07.05., 11:00 | SC Magdeburg     | 23:20    | TSC Berlin                |

## Finale
Das Finale wurde im Rahmen (4. Spieltag) des Endrunden-Turniers der Männer in der Rostocker Sport- und Kongresshalle ausgetragen.
| Datum            |                  | Ergebnis |              | Spielort |
| ---------------- | ---------------- | -------- | ------------ | -------- |
| Sa 10.06., 15:45 | SC Empor Rostock | 28:19    | SC Magdeburg | Rostock  |

 FDGB-Pokalsieger
| SC Empor Rostock | SC Empor Rostock | SC Magdeburg | SC Magdeburg |
| | Finale Sonnabend, 10. Juni 1989 um 15:45 Uhr in Rostock (Sport- und Kongresshalle) Ergebnis: 28:19 (16:9) Zuschauer: 3.500                                                                                                   |              |              |
| Christina Günther , Sandra Abert – Anke Wießmann, Andrea Stein, Beate Stolt, Ines Buchwald, Katja Kittler, Kathrin Kohlhagen, Kerstin Wolff, Heike Dombrowski, Birgit Wagner Trainer: Udo Höller | Peggy Poppe, Alexandra Jackl – Gabriele Palme, Kerstin Voigtländer, Anke Stäbe, Kornelia Kunisch , Kerstin Brunsendorf, Angela Jennert, Kerstin Laube, Steffi Förster, Dietlinde Schulz, Susanne Weber Trainer: Heinz Krüger |              |              |
| Kittler (9/5) Wolff (4) Wagner (4) Buchwald (3) Stein (2) Stolt (2) Kohlhagen (2) Dombrowski (2)                                                                                                 | Kunisch (5/5) Jennert (5/5) Palme (2) Laube (2) Förster (2) Stäbe (1) Brunsendorf (1) Schulz (1) |              |              |